# Abell 2067
Abell 2067 è un ammasso di galassie situato prospetticamente nella costellazione della Corona Boreale alla distanza di 945 milioni di anni luce dalla Terra (light travel time). È inserito nell'omonimo catalogo compilato da George Abell nel 1958.
È del tipo III secondo la classificazione di Bautz-Morgan.Le galassie più luminose dell'ammasso sono MCG+05-36-026 e LEDA 54922. 
Abell 2067 forma una coppia di ammassi insieme a Abell 2061 che è situato alla distanza di 1.8 Megaparsec. Vi sono evidenze di interazione tra Abell 2061 e Abell 2067 per il riscontro di un pennacchio di emissione di raggi X e una struttura allungata, di tipo filamentoso, in direzione di Abell 2067. A ciò si aggiungono residui delle emissioni di onde radio dovute allo “shock” dell'interazione tra i due ammassi.
Insieme a Abell 2061, Abell 2065, Abell 2079 Abell 2089 e Abell 2092 costituisce il Superammasso della Corona Boreale (SCl 158).